# 綠營 (清朝)

綠營軍軍旗

綠營（穆麟德轉寫：niowanggiyan turun）是清朝的正規軍，由漢人編成，部分是為滿足京衛滿族生計，被強制出旗的漢軍旗人、下五旗旗鼓包衣、開戶人、抱養民子、旗下家奴。主要負責彌補八旗的不足和守衛國土。這些漢軍因使用綠色軍旗，故稱為綠營。在清朝大部分的時間裡它都是清軍的主力。

## 起源

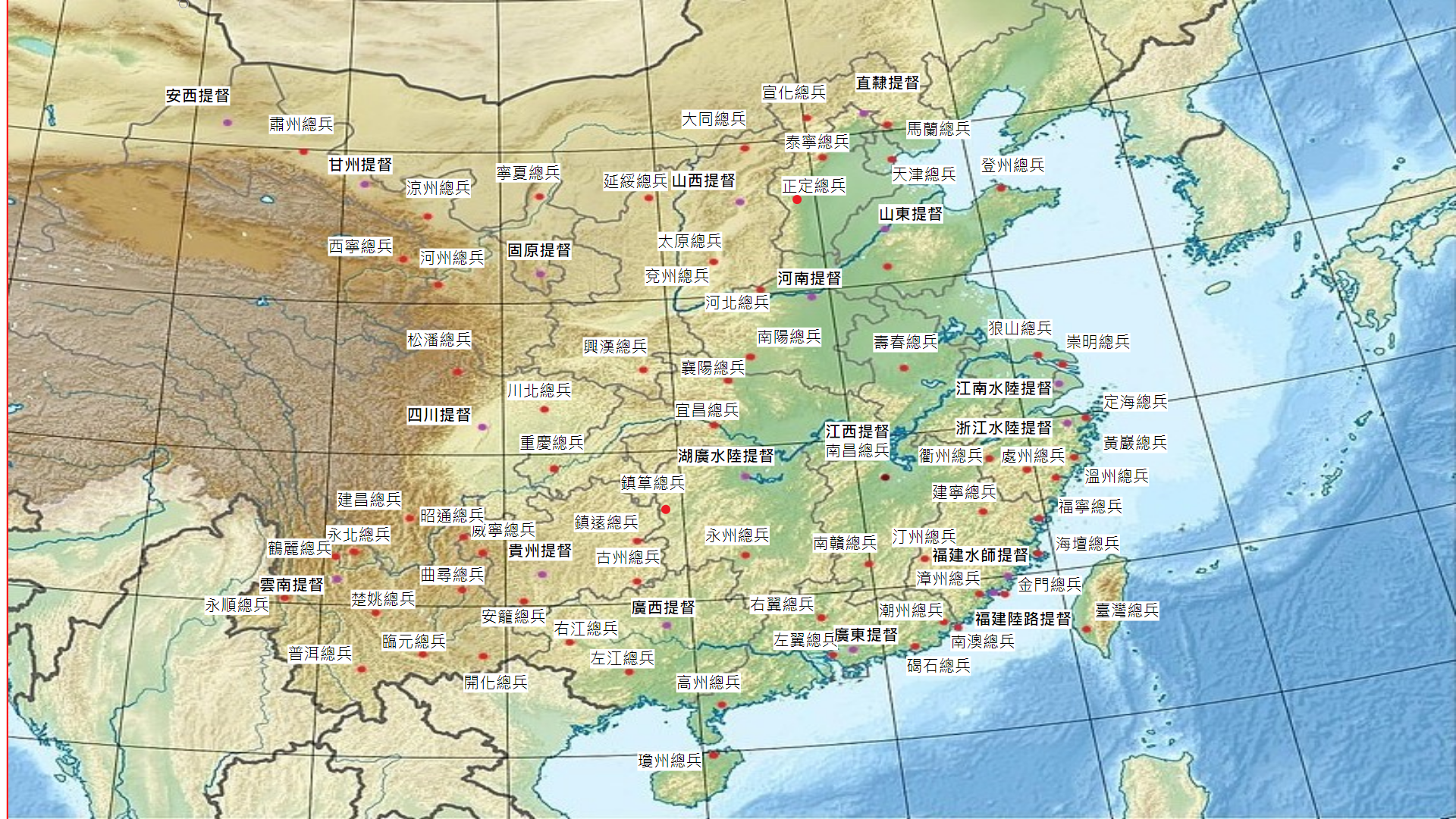
清乾隆初年綠營總兵提督分布圖

清朝的興起是倚靠它強大的八旗軍力。隨著領土的擴大，清朝吸收了部份蒙古人與漢人的勢力，對此皇太極另外設立了蒙古八旗與漢軍八旗，用以壯大軍力並加強管理蒙漢臣民。
到了清兵入關後，雖然滿洲兵人數達十二萬，但兵力仍遠遠不足。為了加強對領土的有效統治，清政府招降明軍、招募漢人組織軍隊，以綠旗為標誌，以營為單位，所以稱為“綠營兵”，獨立於八旗軍。《清朝文獻通考》卷一八二稱：「八旗駐防兵由於世籍，綠旗各營兵由於召募」。:112

## 興衰
在清朝初年，大多為漢人的綠營軍的職責尚只是鎮守疆土，但隨著八旗的腐化，綠營的重要性就日益加強。在三藩之亂中，清軍就是以綠營為骨幹，先後派遣了四十餘萬綠營兵作戰。在往後的大小戰爭中，綠營也是清軍的主要構成部分。但隨著太平日久，綠營內部也開始出現鬆弛腐化的現象。绿营的腐败主要表现在空額严重和指挥不灵这两方面。与八旗兵相比，绿营兵薪饷偏低，仅够个人糊囗，不能兼顾家属，因此违禁“兼习手艺，或做小贸供籍帮贴”的现象十分普遍。綠營腐敗情狀，日甚一日，到了乾隆帝阅兵時，所见已是“射箭，箭虚发；驰马，人墜地”。道光十三年（1833年）御史俞琨揭露：“各营积习，或以虚名坐扣丁粮，或以家仆滥充伍籍。”即使在清廷眼皮底下的直隶地区，也由于绿营“兵额多虚”、“存营十不及五”，清廷鎮壓白蓮教起義時，已不得不憑藉鄉勇和團練。到了兩次鴉片戰爭和鎮壓太平軍之時，“国家养绿营兵五十余万，二百年来所费何可胜计”，張集馨記鴉片戰爭期間，福建水師的戰船都被租給商人販運大米。陕西道监察御史杜彦士指出：“夷船所以停泊无忌者，由于水师员弁收受陋规，每船得洋四百圆、六百圆不等。船上烟土，皆营弁包庇贩卖。”綠營喪失作戰能力，“无事则游手恣睢，有事则雇无赖之人代充”，上陣一觸即潰。江忠源总结绿营的弊端时说：“其弊在兵不用命，将不知兵，兵与将不相习，将与将又各不相干，遂至溃烂，不可收拾。”自此大清朝廷逐漸依賴如湘勇和淮勇等鄉勇，且同治年間開始多次裁減綠營，致使綠營的重要性逐漸減弱。百日維新時朝廷新編全西式訓練的新軍，自此綠營便等同名存實亡。後來至民國初年，綠營被改編為警察性質的地方治安衛戍部隊，成為民國時期警察的濫觴。

## 編制
綠營完全由漢人組成，編為標、協、營及汛。士兵為世兵制，父死則子繼，由漢人統帥。綠營的官階大致上依照明朝的制度，由高至低分別為提督（省/標）、總兵（鎮）、副將（協）、參將（營）、游擊、都司、守備（地方）、千總（駐點）、把總。綠營在北京的稱「巡捕營」，又稱「京營」，隸屬於步軍統領:5。
提督全名為“提督總兵官”，統領一省綠營，受文官總督、巡撫所節制。各省兵力大小不一，由萬餘到六七萬不等；提督之下為總兵，主管一鎮的綠營，兵力從千人至兩三千人不等；再下面的為副將，管理一協的兵力，約數千人左右；副將以下就是參將、遊擊、都司、守備，所統轄的稱為營，兵員數量各有不同；在最下面的為千總與把總，負責統領一汛，也就是一個駐地，士兵由十數名到上百名都有，後來更設有“外委千總”與“外委把總”，設在他們之下，职位与千总、把总相同，但薪俸较低。
另外從總督到總兵都有自己直屬的綠營兵，稱作“標”，如“督標”（总督）、“撫標”（巡抚）、“军标”（四川、新疆将军）、“提標”（提督）、“鎮標”（总兵）、“河標”（河道總督）、“漕標”（遭運總督）。:2標以下設「協」，副將統之；「協」以下設「營」，參將、游擊、都司、守備分統之；「營」以下設「汛」，千總｜把總、外委分別統之。:2“标”的统领官称“中军”（地位相当于现代的卫队队长及副官长），督标中军由副将担任，抚标中军由参将担任。
綠營兵多數為步兵，有戰兵、守兵、馬兵與水兵；戰兵、守兵全是步兵:1。常用武器有刀、槍、矛、箭這些冷兵器，但也有如鳥槍、虎蹲炮、抬槍甚至火炮的熱兵器，可是他們的裝備與待遇明顯比八旗差。
綠營發展到康熙年間已成為一個嚴密的制度，將兵由兵部直接統轄，將領無法直接統兵，兵卒平時分派各地作為差役，戰時才臨時分發給將領，令到將不知兵、兵不知將，有效地防止軍人擁兵自重。
马兵为骑马的部队，步兵为步行的部队，守兵为后勤部队，马兵和步兵又统称为战兵。

## 兵力
各省绿营分以镇为最高战略单位，以营最基本单位。
按照《乾隆大清会典则例》，清代中叶全国绿营分为六十六镇、一千一百六十九营（其中标营三百三十六个、同城协营六个、同城营四十四个、分防协营一百六十九个、分防营六百一十四个），兵员共计648,345人，分布在内地十八省各城要害，可谓星罗棋布。1812年，全國綠營兵凡861,671人:19。:112

### 引用
1. 1 2  現代教育研究社編輯委員會：《會考版中國歷史（中學五年級）（教師手冊）》，香港：現代教育研究社有限公司，1993年
2. ↑  王春瑜在《八旗子弟的兴衰》（《百科知识》1980年第一期）中认为：“八旗子弟的蜕化，战斗力的逐渐丧失，其原因，从根本上说，是在于入关后，满族落后的生产方式，很快就被汉族地区已达烂熟程度的封建生产方式所陶冶，原来的兵农一体，迅速趋向兵农分家，而作为一种职业兵，他们绝对逃脱不了历来汉族地主阶级武装腐化、瓦解的规律。兼之，清初的八旗子弟，是以征服者、胜利者的身份出现的，他们的历史包袱，就必然背得格外沉重。考察八旗子弟没落的过程，我们不难发现，封建世袭制和封建特权，是八旗子弟的腐蚀剂，孳生社会寄生的温床。”
3. ↑  鄭天挺《清代的八旗和綠營兵》認為：“到了一六七三年，三藩事起，八旗兵作戰已力不從心，清朝統治者衹好利用漢人的綠旗兵，前后動員了四十萬人（《清史稿》兵志二，頁一），每次作戰，全是綠營步兵在前，八旗騎兵尾隨於后。”
4. ↑  《嘉庆朝东华录》，卷7 ，嘉庆4 年正月
5. ↑  《清朝续文献通考》第212卷第9597页
6. ↑  《曾文正公书札》，第12卷，第4页。
7. ↑  張集馨：《道咸宦海見聞錄》
8. ↑  曾国藩在《议汰兵疏》指出：“天下之大患盖有两端：一曰国用不足，一曰兵伍不精。兵伍之情状各省不一。漳、泉悍卒以千百械斗为常，黔、蜀冗兵以勾结盗贼为业，其他吸食鸦片，聚开赌场，各省皆然。大抵无事则游手恣睢，有事则雇无赖之人代充，见贼则望风奔溃，贼去则杀民以邀功。章奏屡陈，诏旨屡饬，不能稍灭锢习。”（《曾文正公奏稿》，第1卷，第25页。）
9. ↑  《皇朝经世文续编》第62卷第6页
10. ↑  《大清會典》卷八十七
11. ↑  《大清會典》卷四十三
12. ↑  《大清會典》卷四十三
13. ↑  《大清會典》卷五十二
14. ↑  《清史稿·兵志二》
15. ↑  鄭天挺：〈清代的八旗兵和綠營兵〉

## 外部連結
- 太田出：〈清代绿营的管辖区域与区域社会─—以江南三角洲为中心〉。
- [在维基数据编辑]

 《清史稿/卷131》